# ديلان تيتشينور
ديلان تيتشينور (بالإنجليزية: Dylan Tichenor)‏ (مواليد 1968) محرر أفلام أمريكي. حصل على العديد من الجوائز بما فيها جائزة اختيار النقاد للأفلام وجائزة هوليوود للأفلام وجائزة ساتالايت، ورُشِّح لجائزة الإيمي برايم تايم وجائزتي أوسكار اثنتين وجائزتي بافتا اثنتين وأربع جوائز إيدي.

## المسيرة المهنية
نشأ تيتشينور وهو يشاهد الأفلام مع والده. تخرج من مدرسة غرين ستريت فريندز بفيلادلفيا في عام 1982 والمدرسة الثانوية المركزية في عام 1986. عمل تيشينور كمساعد جيرالدين بيروني في عدة أفلام بما فيها «اللاعب». كان أول عمل له كمحرر في فيلم «جاز '34» (بالإنجليزية: Jazz '34)‏ للمخرج روبرت ألتمان. تعاون مع الكاتب والمخرج بول توماس أندرسون في العديد من الأفلام. تدخل تيتشينور لإنهاء تحرير معلمه لجبل بروكباك. ورُشِّح لجائزة ساتالايت عن فيلم ليال راقصة وجائزة الأوسكار لأفضل مونتاج فيلم عن فيلم ستسيل الدماء. ٱنتخب لعضوية جمعية مونتيري السينما الأمريكية.

## قائمة الأعمال
يعتبر تيتشينور المحرر الرئيسي لكل هذه الأفلام ما لم يذكر خلاف ذلك.
- اللاعب (روبرت ألتمان - 1992) (محرر مبتدئ)
- طريق مختصر (روبرت ألتمان - 1993) (محرر مساعد)
- ملابس جاهزة (روبرت ألتمان - 1994) (محرر مساعد)
- «السيدة باركر والحلقة المفرغة» (بالإنجليزية: Mrs. Parker and the Vicious Circle)‏ (آلان رودولف 1994) (محرر مشارك)
- «جاز '34» (بالإنجليزية: Jazz '34)‏ (روبرت ألتمان - 1996) (مع برنت كاربنتر)
- لعبة الثماتية الصعبة (بول توماس أندرسون - 1996) (منسق ما بعد الإنتاج)
- ليال راقصة (بول توماس أندرسون - 1997)
- «هيرليبورلي» (بالإنجليزية: Hurlburly)‏ (أنتوني درازان - 1998)
- ماغنوليا (بول توماس أندرسون - 1999) ( منتج مشارك أيضًا )
- غير قابل للكسر (إم. نايت شيامالان - 2000)
- ذا رويال تينينبوم (ويس أندرسون - 2001)
- «قصر الجدول البارد» (مايك فيغيز - 2003)
- ليموني سنيكتس: سلسلة من الأحداث المأساوية (براد سيلبرلينغ - 2004) (محرر إضافي)
- جبل بروكباك (أنغ لي - 2005) (مع جيرالدين بيروني التي توفيت أثناء الإنتاج)
- ستسيل الدماء (بول توماس أندرسون - 2007)
- اغتيال جيسي جيمس من قبل الجبان روبرت فورد (أندرو دومينيك - 2007)
- شك (جون باتريك شانلي - 2008)
- «ويب إيت» (بالإنجليزية: Whip it)‏ (درو باريمور - 2009)
- البلدة (بن أفليك - 2010)
- 30 دقيقة بعد منتصف الليل (كاثرين بيغلو - 2012) (مع ويليام غولدنبيرغ)
- الطفل 44 (دانيال إسبينوزا - 2015)
- خيط وهمي (بول توماس أندرسون - 2017)
- الأبديون (كلوي تشاو - 2021)
- آنتليرز (سكوت كوبر - 2021

## الجوائز و الترشيحات

### جوائز الأوسكار
- ستسيل الدماء (2007)، ترشيح
- 30 دقيقة بعد منتصف الليل (2012)، ترشيح

### جوائز إيدي
- ذا رويال تينينبوم (2001)، ترشيح
- جبل بروكباك (2005)، ترشيح
- ستسيل الدماء (2007)، ترشيح

## جوائز البافتا
- جبل بروكباك ( 2005 )، ترشيح

### جوائز الإيمي برايم تايم
- «جاز '34» (1996)، ترشيح

### جوائز إم تي في للفيديو الموسيقي
- «أنقذني» بواسطة أيمي مان ( 2000 ) (فيديو موسيقي)، فوز

### جوائز جمعية نقاد السينما عبر الإنترنت
- ستسيل الدماء (2007)، ترشيح

### جوائز ساتالايت
- ليال راقصة (1997)، ترشيح
- ليموني سنيكتس: سلسلة من الأحداث المأساوية (2004)، ترشيح
- جبل بروكباك (2005)، فوز